# Stationserf
Het Stationserf is een straat in de Nederlandse plaats Houten. De straat loopt vanaf de Loerikseweg tot aan de Vlierweg. Op het Stationserf komen het Veldwachterserf en het Beurtschipperserf uit.
Aan het Stationserf bevindt zich het oude station van Houten dat in 2007 is gerenoveerd en nu een horecabestemming heeft. Het is een gemeentelijk monument. Parallel aan het Stationserf ligt de spoorlijn van Utrecht naar Boxtel. Ook bevindt zich aan het Stationserf 82 een zorgcentrum Het Houtens Erf genaamd.
In november 2011 werd aan het Stationserf het appartementencomplex voor mensen met een verstandelijke beperking Het Stationserf officieel in gebruik genomen.
Voorganger was de naam Stationslaan en de Stationsweg. Langere tijd werden beide namen door elkaar gebruikt.

## Fotogalerij

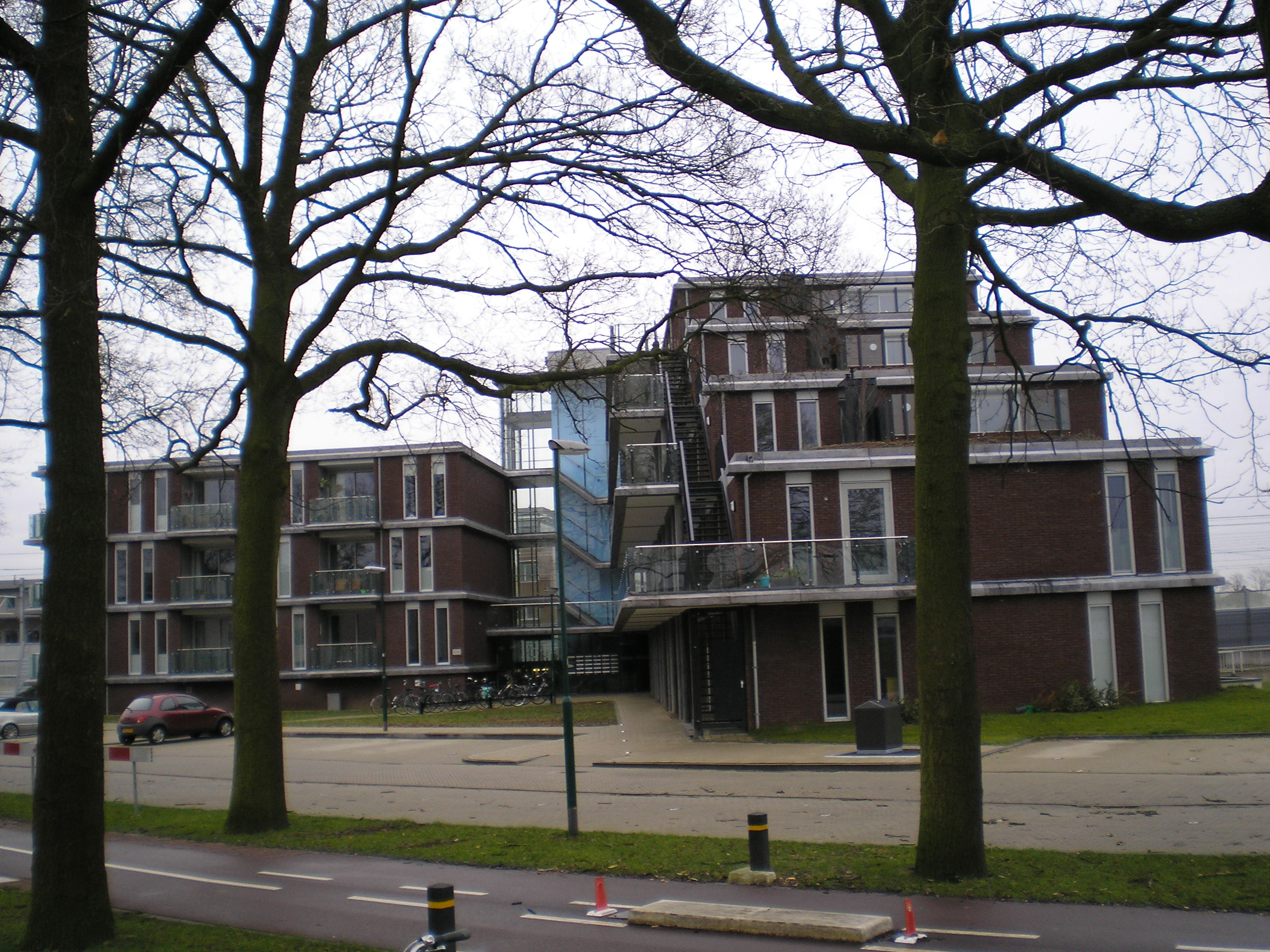
Het appartementencomplex aan het Stationserf
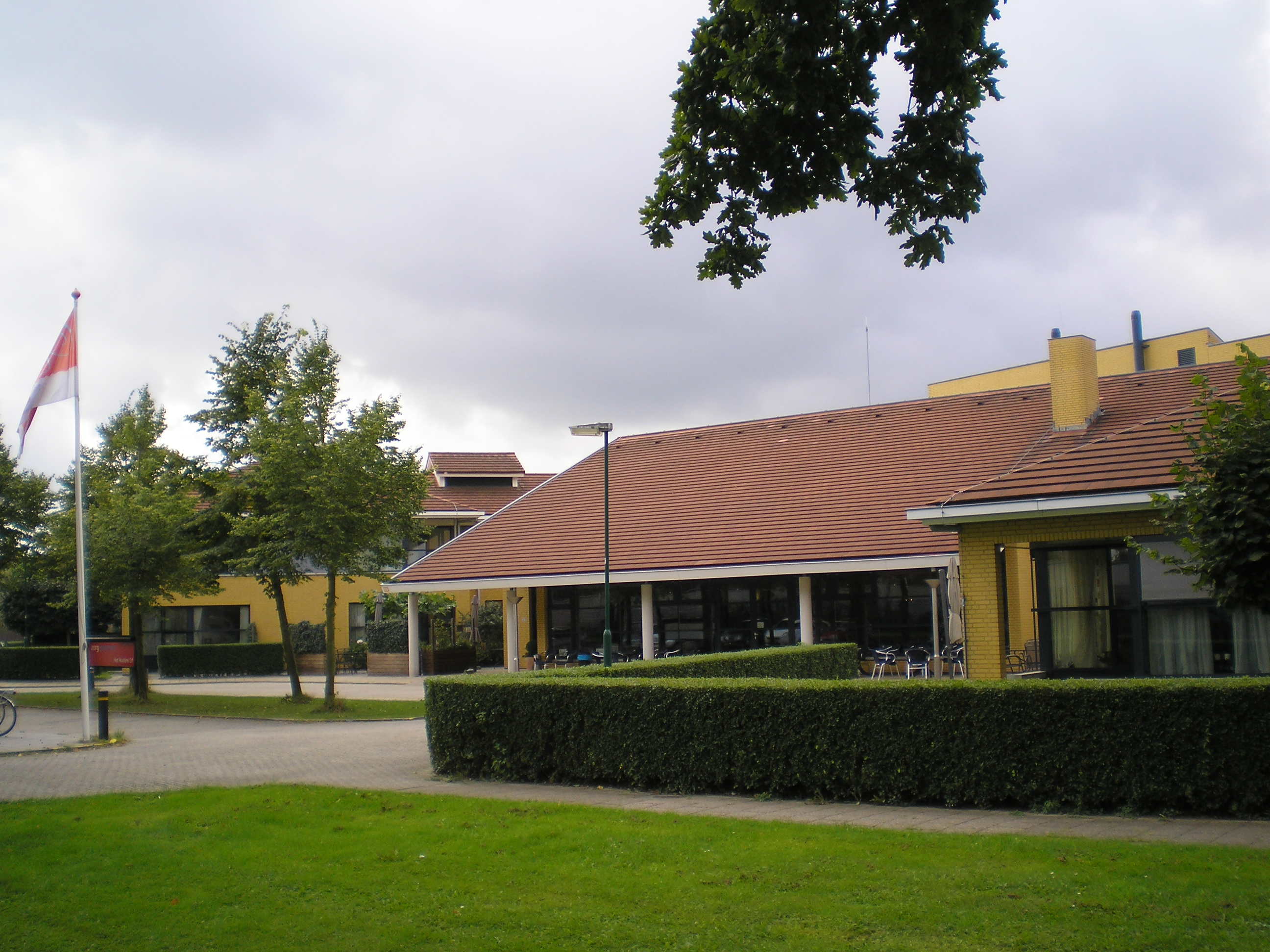
Het Houtens Erf (zorgcentrum) aan de Stationserf 82

Beusichemseweg ·
Burgemeester Wallerweg ·
De Poort ·
Heemsteedseweg ·
Herenweg ·
Houtensewetering ·
Koningin Julianastraat ·
Loerikseweg ·
Lupine-oord ·
Notengaarde ·
Oud Wulfseweg ·
Plein ·
Prins Bernhardweg ·
Staatsspoor ·
Stationserf ·
Tiellandtspad ·
Vlierweg ·
Weteringhout